# 渡辺直美
渡辺 直美（わたなべ なおみ、繁体字：渡邊直美、1987年〈昭和62年〉10月23日 - ）は、日本のお笑いタレント、インフルエンサー、司会者、女優、声優、歌手。茨城県石岡市出身。吉本興業所属。東京NSC12期生。ニューヨーク在住。

## 来歴

### 幼少期
父親が日本人、母親が台湾人で、直美も出生は台湾である。一人っ子であり、かねてから姉として噂されていた女性は従姉妹だと明言された（2021年3月7日の本人の公式Instagramライブ動画にて）。
両親と日本で生活していたが、幼少期に両親が離婚。母に引き取られて茨城県で育ち（吉本興業のプロフィールには「出身地は茨城県」とある）、母親に連れられて日本と台湾を行き来する生活だった。
幼少期の頃から芸能界に憧れていたが、日本語の分からない母親に育てられたこともあり日本語は片言で、後に18歳で芸能界デビューしてテレビに出演しても2、3年は上手く日本語が使えなかった。

### 学生期
茨城県石岡市立石岡中学校卒業。中学生の頃は恥ずかしがり屋だったが、仲のよい子を集めてものまねを披露するなどしていたこともあった。勉強が全くできなかったことから、高校受験は3校受けたがいずれも不合格だった。その後、高校進学を諦めた渡辺は夢庵でのアルバイトを経て、親の反対を押し切った上でNSCに入学。
入学後、望月愛子とコンビ「わたもち」を結成するも、程なくして解散。その後、NSC同期のササキりなとのコンビ「フレッシュライム」を組んでいたが、2007年（平成19年）9月に方向性の違いで解散し、以降はピン芸人として活動することとなった。

### 芸能期（2000年代）
2008年（平成20年）1月2日放送の『新春大売出し!さんまのまんま』（関西テレビ）に出演し、今田耕司一押しのお笑い芸人として紹介され、ビヨンセのものまねで2曲を披露。今田は「使ってる筋肉はビヨンセと全く同じ」、「安いスナックのお姉ちゃんじゃないですよ」と述べた。なお、この時はマライア・キャリーの物真似をする予定だったが、本番直前にビヨンセに変えた。
同年3月31日から『笑っていいとも!』（フジテレビ）の14代目いいとも青年隊として、鈴木凛と共に「いいとも少女隊」を結成。同年6月、ビヨンセが在籍したアメリカのグループデスティニーズ・チャイルドのファミリーBEST『ラヴ・デスティニー』CMに起用された。
2009年（平成21年）、吉本興業の若手によるユニット『東京ワン・ダース』に参加。そのほかメンバーはチョコレートプラネット、井下好井、タモンズ、ジャングルポケット、メメ。
同年11月30日・12月1日・2日に開催された『桑田佳祐 Act Against AIDS 2009 映画音楽寅さん チャラン・ポランスキー 監督・脚本・主演「男はしたいよ」』にゲスト出演。

### 芸能期（2010年代）
2011年（平成23年）、『オモバカ8』で準優勝。
2012年（平成24年）、2013年（平成25年）と『史上空前!! 笑いの祭典 ザ・ドリームマッチ』に出演し、2年連続で優勝を果たす。
2014年（平成26年）5月から3か月間、ニューヨークに留学。同年、競艇（ボートレース）のイメージキャラクターボートニャーの1人（BOATNYA RED）として就任。また、香港のテレビ局無綫電視が製作するスペシャルドラマ『愛情來的時候』で、結婚相手に悩む300年続く和菓子屋の一人娘という役どころで主演している。
同年、トータルプロデューサーとして、ブランド「PUNYUS（プニュズ）」を立ち上げる。
「PUNYUS」は、「女の子の持つ感情を表現する」をテーマにジャンルに捉われない様々なスタイルを提案するブランド。豊富なサイズ展開が特徴で、フリーから6Lまでのサイズが揃う。
2014年（平成26年）4月18日に渋谷109に1号店、4月25日には東京スカイツリー・ソラマチに2号店がオープン。また25日からは、WEGOの一部店舗にて同ブランドの商品の取扱がスタート。
2016年（平成28年）には、中国（中華人民共和国）国内のインターネット上では「太っていてもオシャレ」で「肥満が恥とされる日本において、彼女のコミカルさに観衆がすっかり感染し、急速に人気が高まった」などと紹介されている。
2016年年末より、台湾（中華民国）の交通部観光局から台湾観光親善大使に任命されている。
2017年（平成29年）7月期の連続ドラマ『カンナさーん!』（TBS）にて主演を務める。ゴールデンプライム帯（午後7 - 11時）の連ドラでの主演は初めてである。

### 芸能期（2020年代）
2020年（令和2年）7月、自身のYouTubeチャンネル「NAOMI CLUB」にて、レディー・ガガ＆アリアナ・グランデの『Rain on Me』ミュージック・ビデオのパロディを公開。米ビルボードほか世界のメディアに紹介されたほか、ガガ本人からもツイッターにて「Love this!!!」と称賛を受けた。
2021年（令和3年）4月よりニューヨークに活動拠点を移した。12月18日、新型コロナウイルスに感染したことを吉本興業が発表した。
2023年（令和5年）全米7都市でトークライブ、2024年（令和6年）10月にニューヨークで自身初となるスタンダップライブを成功させる。

## 人物

### 基本資料
- 生理的な特徴：

1. 番組出演の際に身長157 cm、体重107 kgと公表している、自称Hカップ。
2. ニューヨークに留学する前に受けた医療機関での検査では、「直美の母親が日本語を話せない台湾人でありながら、幼い直美を無理に日本に連れて行ったことにより、直美は0歳から3歳までの間に台湾の言葉をほとんど覚えられなかった。台湾では台湾語と台湾華語が混ざって話されることに対し、直美は日本語だけの環境で育ったため、台湾に関する教育が途絶え、今でも正しい台湾系の言語を理解するには難しい」という結果となっている。
3. 直美の日本語は台湾語や台湾国語と比べて少し良い程度であるが、日本語のテストでは誤字や脱字が目立つ。以前、「IQは85なので、テレビの仕事に対しては難しい数値だ」と医者から酷評されたが、渡辺はこれを受け入れ、自分自身を日本語も台湾語も母語としてうまく使えない「ダブル・リミテッド」だと理解している。
4. また、この遅れた言語力こそ中学校時代で学業が苦手にした原因だったと、直美は自己分析している。

- 心理的な特徴：

1. 浪費癖があり、欲しいと思った物は基本的に欲求に任せて購入・散財する。売れっ子になってから月収が数百万円に達するようになったが、計画性のない使い方をするために給料日前には金欠寸前になる。預金残高も常に2万円程度であるといい、家計簿をつける習慣もない。
2. 極端に掃除が苦手であるため、自室の掃除は業者に任せている。最初の依頼時はあまりの汚さに100万円の清掃代金を要したという。
3. コスメはエスティローダーやセフィーヌ、ルナソルを愛用していることを自身の動画内で公言している。

- 人間関係と交際圏：

1. ヨークシャーテリアとチワワのハーフの犬を飼っており、チョコレートプラネット長田が「チュウトロ」と命名。
2. ゴチでは当初は「渡辺」と苗字で呼ばれていたが、途中で「直美」と呼ばれるようになり、最近ではゴチ以外でも「直美（さん）」の呼び名が定着している。
3. 女優の沢井美優とは生年月日が全く同じであり、沢井も元々渡辺のことが好きで、実際に会ってツーショットで写真を撮らせてもらったことがある。
4. 尊敬するお笑い芸人は岡村隆史、コロッケ。理由は「動きや顔で誰にでも解かる面白さを追求しているから」。
5. 近年の衣装やメイクなど、キャッチーでポップなファッションは幅広く支持を受けており、SNSで多くのフォロワーを持つことから「インスタ女王」とも言われるようになった。そのスタイルは渡辺の専属スタイリストである大瀧彩乃による影響が大きい。渡辺も大瀧に心酔していると言われている。また、メイクアップについては冨沢ノボルなどのメイクアップアーティストが度々インスタに登場する。
6. ビヨンセの大ファンであることから主に楽曲「クレイジー・イン・ラブ」のダンスのモノマネ芸を始め、テレビなどで多く披露するようになる。これにともない「和製ビヨンセ」、「ブヨンセ」、「吉本のビヨンセ」などとも呼ばれていた。

### 成長歴
- 2008年（平成20年）11月14日には4月からの7か月間に13 kg太ったことをエクササイズのイベントで明らかにした[25]。
- 2011年[26]からA.B.C-Zの戸塚祥太の大ファンで、2015年にはバラエティ番組『おぜんだて』の企画でデートしてもらった経験がある[27]。
- 2016年（平成28年）現在の悩みはネタ数が少ないこと。ネタが尽きたら、そのままテレビから消されてしまいそうで怖いという。目標はコント番組にレギュラー出演することだというが、ピカルの定理のレギュラーとなったことで叶った[28]。
- 2017年（平成29年）5月28日に普通自動車免許（AT限定）を取得。
- 2017年（平成29年）10月にVOGUEの世界のメイクアップシリーズで、渡辺直美本人のメイク動画[29]が公開され、YouTubeで即数百万再生に達成した上、他のメイク動画でも数百万再生などを1か月で達成し、メイク術に関しても注目が集まっている。
- 2021年放送の『あざとくて何が悪いの?』のでは、ミニドラマで「渡辺の理想の男性像」を戸塚が演じ、渡辺を歓喜させた[30]。
- 2022年6月27日に放送された日本テレビ『しゃべくり007』に出演した際、A.B.C-Zの戸塚祥太がサプライズで出演して11年ぶりの再会を果たした。

## 出演

### テレビ番組
現在の出演番組
- NHK高校講座ベーシック英語（2016年4月 - 2017年3月（以後リピート放送） 、NHK Eテレ）

過去の出演番組
- 笑っていいとも!（2011年10月 - 2014年3月、フジテレビ） - 2008年3月27日にゲスト出演、3月31日から鈴木凛といいとも少女隊（リン、ナオミ）としてレギュラー出演、2010年4月2日をもって降板。2011年10月3日に月曜レギュラーで復帰。
- 笑っていいとも!増刊号（2008年4月6日 - 2010年4月4日、2011年10月2日 - 2014年3月、フジテレビ）いいとも少女隊と月曜レギュラーとして
- 笑っていいとも!特大号
- あほやねん!すきやねん!（2010年3月29日 - 、NHK大阪） - 2010年度木曜日総合司会
- 全快はつらつコメディ お笑いドクター24時!!（2010年4月4日 - 2011年4月13日、ABCテレビ） - ナース役でレギュラー出演
- ピカルの定理（2010年10月 - 2013年9月、フジテレビ）準レギュラー（2010年10月 - 2011年3月）→レギュラー（2011年4月 - 2013年9月）
- スター☆ドラフト会議（2011年4月12日 - 2013年3月5日、日本テレビ）イジリ隊→スター☆アドバイザー
- サタデー・ナイト・ライブ JPN（2011年6月 - 12月、フジテレビ）
- 頭脳回転ずしQ兵衛（2012年10月 - 12月、関西テレビ） - 常連客チームとして
- 10匹のコブタちゃん 〜ヤセガマンしないTV〜（2013年1月 - 9月、フジテレビ）
- 伝えてピカッチ（2013年4月 - 2015年3月、NHK総合） - 優木まおみ不在時は女性チームキャプテン代行。
- ギャンブル・ザ・ワールド（2014年4月 - 6月、TBS）
- BS吉テレ ナオミクローゼット（2014年4月 - 2015年9月、BS日テレ） - 木曜MC
- ラジオな2人 リレー（2015年3月 - 2016年9月、Dlife） - 木曜レギュラー
- なるほどプレゼンター!花咲かタイムズ（2015年6月 - 2017年3月25日、CBCテレビ） - 隔週
- ハラホリ（2015年8月 - 2016年6月、BS朝日）
- アカデミーナイトG（2016年4月5日 - 2019年3月27日TBS）- MC
- NAOMIの部屋（2016年4月 - 2018年3月17日、NHK総合） - MC[31]、不定期放送
- オタ恋（2016年7月 - 2017年6月21日、BS朝日） - MC [32]
- 土曜スタジオパーク（2017年4月8日 - 2019年3月16日、NHK総合） - 司会
- ぐるぐるナインティナイン（2017年1月2日 - 2018年12月20日、日本テレビ） - 「グルメチキンレース・ゴチになります!」レギュラー
- 世界くらべてみたら（2017年10月19日 - 2021年3月31日、TBS） - MC
- ＃渡辺直美のヤバスタグラム（2018年9月16日（15日深夜）・2019年1月26日（25日深夜） - 3月30日（29日深夜）、日本テレビ） - MC
- 100%キレイ★オイシイ旅inニューヨーク（2018年7月29日（28日深夜） - 9月30日（29日深夜）、テレビ朝日） - ナレーター（週替わり）
- あの人が「いいね」した一般人（2020年4月 - 9月、テレビ朝日） - MC
  - いいねの森（2020年10月 - 2021年3月、テレビ朝日） - MC

不定期出演
- エンタの天使（日本テレビ） - 不定期出演、キャッチコピーは「逆輸入のなりきりディーバ」
- エンタの神様（日本テレビ） - 不定期出演、キャッチコピーは「肉熱のなりきりDiva（ディーバ）」
- 爆笑レッドカーペット（フジテレビ） - 不定期出演、キャッチコピーは「これが日本のビヨンセ」
- 爆笑ピンクカーペット（フジテレビ）
- 世界行ってみたらホントはこんなトコだった!?（2013年10月 - 2015年9月、フジテレビ）

特別番組
- タモリのボキャブラ天国 大復活祭スペシャル（2008年、フジテレビ） - キャッチコピーは「北関東のビヨンセ」
- 爆笑そっくりものまね紅白歌合戦スペシャル（2008年12月30日 - 2012年3月24日、フジテレビ）
- 新春ゴールデンピンクカーペットSP（2009年1月1日） - キャッチコピーは「これが日本のビヨンセ」
- 史上空前!! 笑いの祭典 ザ・ドリームマッチ（2012年1月1日・2013年1月1日・2020年4月11日）
- 芸能人は見た目が命!?（2015年10月6日、TBS） - MC [33]
- 渡辺直美の100%キレイ★オイシイ旅inニューヨーク（2018年9月26日（25日深夜）、テレビ朝日）
- シブヤノオト（2016年4月 - 2020年、NHK総合） - 2016年はSトーク担当。2017年より司会。
- 妻と夫のネホリハホリ〜完璧な夫婦はありえない!?〜（2016年7月11日・18日、テレビ東京系） - MC
- NHK紅白歌合戦（12月31日、NHK総合・ラジオ第1）
  - 第67回・第68回（2016年・2017年）- 紅白楽屋トーク司会・企画コーナー「紅白 HALFTIME SHOW」出演 ※ビヨンセ曲でダンスショー
  - 第69回・第70回・第71回（2018年・2019年・2020年） - 紅白ウラトークチャンネル（副音声）MC
- 内村五輪宣言!〜TOKYO2020開幕1000日前スペシャル〜 2017年10月28日、NHK総合） - プレゼンター
- 熱中人（2017年12月27日、フジテレビ） - MC
- 24時間テレビ 愛は地球を救う41（2018年8月26日、日本テレビ）「黒柳徹子＆渡辺直美が若者たちに「生き方」授業 愛の“カタチ”を描く夢のファッションショー」及びチャリTシャツプロデューサー
- 「演歌の乱」ミリオンヒットJポップで紅白歌合戦SP（2018年9月25日、TBS・MBS） - MC
  - ミリオンヒット音楽祭 演歌の乱（2019年3月26日、TBS・MBS） - MC
- ダンス-1グランプリ〜イキのいいダンスパフォーマー決定戦〜（2018年10月13日、テレビ朝日） - MC（オーガナイザー）
- 東京23区ハマる女たち（2018年12月14日、テレビ朝日・ABC） - MC
- 直美とノブのお直しさん〜モノを直して人生のぞき見!〜（2018年12月28日、フジテレビ） - MC
  - ニッポンの超絶技巧!直美＆千鳥のこまったときのお直しさん（2019年9月27日、フジテレビ） - MC
- 水トク!「その他の人に会ってみた」（2019年3月20日、TBS・MBS） - MC
- 渡辺直美のナオミーツ（2019年4月4日 - 2020年9月27日、NHK BSプレミアム） - MC
- おげんさんといっしょ（2019年10月14日、NHK Eテレ） - ビヨンセ 役
- 私の職業“渡辺直美”〜誰も知らない渡辺直美〜（2021年1月4日、フジテレビ）
- ニッポンのレジェンド発掘SP さいしょの人はスゴかった!!（2021年2月14日・2022年2月27日、読売テレビ・日本テレビ系） - MC
- 笑って年越したい!!笑う大晦日（2021年12月31日、日本テレビ）- カウントダウンMC
- フジ芸人ロックフェス（2022年12月14日、フジテレビ） - MC
- 3people 1minute（2024年7月23日・2025年2月4日、日本テレビ） - 平野紫耀とMC[34]

### NHK紅白歌合戦出場歴
| 年度/放送回               | 回 | 曲目                 |
| ------------------------- | -- | -------------------- |
| 2017年（平成29年）/第68回 | 初 | キラキラ feat.カンナ |

### ラジオ番組
過去の出演番組
- AVALON（2016年4月7日 - 2019年3月22日 、J-WAVE） - 木曜日担当ナビゲーター

### ウェブ番組
- ハリセンボンの占いっ娘クラブHP（よしもとオンライン）
- 渡辺直美がごみ屋敷にやってくる - 直美におまかせ!クリーンクルー 不用品回収&お掃除体験!（よしもとオンライン）[リンク切れ]
- 渡辺直美24時間生放送〜FRESH!が直美を救う（2016年1月24-25日、AmebaFRESH!）
- 渡辺直美の女子高生オーディション!（2017年7月 - 11月11日、AbemaTV）
- 渡辺直美のYabamiRADIO!（2020年4月7日 - 9月29日、AbemaTV内AbemaRADIOチャンネル）[36]
- 渡辺直美さんの言うことはゼッタイ!!（2017年6月3日 、AbemaTV
- 渡辺直美をジャック! ニューヨークで生ドッキリ そのまんま配信中 Presented byキレイモ（2018年6月1日、AbemaSPECIAL2チャンネル）[37]
- 恋愛ドラマな恋がしたい（2018年5月26日 - 2020年12月12日、AbemaTV） - MC
- しくじり先生 俺みたいになるな!! #5（2019年4月30日、AbemaTV）[38]
- adidas football fes. #日本を歓喜で染めろ（2022年11月5日・27日、ABEMA） - キャプテン
- 風雲!たけし城（2023年4月21日 - 、Amazon Prime Video）
- Naomi Takes America（2022年2月24日 - 、Spotify） - ポッドキャスト番組。

### 舞台
- 『花坂荘の人々#1 〜おなか、すいてない?〜』（2008年4月15日 - 20日、神保町花月）
- 『花坂荘の人々#2 〜ブラザーズ&ブラザーズ〜』（2008年5月13日 - 18日、神保町花月）
- 『花坂荘の人々#3 〜これから、そしてここから〜』（2008年6月17日 - 22日、神保町花月）
- 神保町花月2周年記念公演 『UNSUNG HEROES〜謳われることのない英雄たち〜』（2009年7月7日 - 11日、神保町花月）
- スーパーチャンプルシアター『未来サイボーグ VS 七匹の妖怪』（2009年8月3日 - 12日、よしもとプリンスシアター）
- 『咆号』（2010年2月16日 - 21日、神保町花月）
- 『アイツにメガトン』（2010年8月2日 - 8日、神保町花月） - 主演
- 『ヘアスプレー』（2022年9月 - 11月、東京建物 Brillia HALLほか） - 主演・トレイシー 役[39]

### ライブ&イベント
- 単独ライブ『H』（2008年8月9日、渋谷シアターD）
- 単独ライブ『まねクラ嬢直美』（2009年2月4日、新宿シアターブラッツ）
- 単独ライブ『夏の花びら大回転 〜21の夏〜』（2009年8月3日、新宿シアターブラッツ）
- ナオミ&ヒーボー トークライブ（2009年10月24日、渋谷シアターD） - 太田博久（ジャングルポケット）との共演
- JIMBOCHOトーク ナオミ&ヒーボー （2010年2月12日、神保町花月） - 太田博久（ジャングルポケット）との共演
- 単独ライブ『本番OK! 〜22の春〜』（2010年3月20日、新宿シアターブラッツ）
- JIMBOCHOトーク ナオミ&ヒーボー 4月公演（2010年4月7日、神保町花月） - 太田博久（ジャングルポケット）との共演

### 映画
- Patience（自身が監督の短編映画作品。2009年度沖縄国際映画祭Yahoo! JAPAN芸人ノンバーバル祭出品作）
- SPOTLIGHT（2012年、2012年度沖縄国際映画祭地域発信型プロジェクト地域発信型映画 出品作） - 主演・鴨下蘭 役
- 綱引いちゃった!（2012年、東宝） - 藤代美香 役
- R100（2013年、ワーナー・ブラザース） - 唾液の女王様 役
- 五つ星ツーリスト THE MOVIE 〜究極の京都旅、ご案内します!!〜（2015年、KATSU-do、2015年度沖縄国際映画祭上映作品） - 主演・高瀬京香 役
- SUNNY 強い気持ち・強い愛（2018年、東宝） - 梅 役[40]
- 約束のネバーランド（2020年、東宝） - クローネ 役[41]
- 新解釈・三國志（2020年、東宝） - 貂蝉 役

### 劇場アニメ
- クレヨンしんちゃん バカうまっ!B級グルメサバイバル!!（2013年） - しょうがの紅子 役（特別出演）
- ちびまる子ちゃん イタリアから来た少年（2015年） - ジュリア 役
- 映画ドラえもん のび太の新恐竜（2020年） - ナタリー 役[42]
- 劇場版 美少女戦士セーラームーンEternal（2021年） - ジルコニア 役[43]
- DEEMO サクラノオト -あなたの奏でた音が、今も響く-（2022年） - 匂い袋 役[44]
- 星つなぎのエリオ（2025年）- オーヴァ 役[45]（※本国版声優と日本語吹替版を兼任）

### 吹き替え
映画
- ナイト ミュージアム/エジプト王の秘密（2015年） - 女性夜間警備員ティリー 役〈レベル・ウィルソン〉[46]
- ピクセル（2015年） - セリーナ・ウィリアムズ 役〈本人〉[47]
- ゴーストバスターズ（2016年） - アビー・イェーツ 役〈メリッサ・マッカーシー〉[48]
- アイ・フィール・プリティ! 人生最高のハプニング（2018年） - レネー 役〈エイミー・シューマー〉[49]
- ゴーストバスターズ/アフターライフ（2022年） - ミニ・マシュマロマン、ゴーザ 役[50][51]

アニメ
- きかんしゃトーマス 走れ!世界のなかまたち（2017年） - アシマ 役[52]
- リメンバー・ミー（2018年） - フリーダ・カーロ 役[53]
- ミニオンズ フィーバー（2022年） - マスター・チャウ 役[54]
- 星つなぎのエリオ（2025年） - オーヴァ 役[45]（※本国版声優と日本語吹替版を兼任）

### テレビドラマ
- デカワンコ（2011年1月15日 - 3月26日、日本テレビ） - 青木琴美 役
- 勇者ヨシヒコと魔王の城 第2話（2011年7月15日、テレビ東京） - オシナ 役
- Oh!デビー（2011年10月1日 - 22日、BSスカパー!） - ミス・ファット 役
- 永沢君（2013年、TBS） - 松島夢子 役
- 殺しの女王蜂（2013年10月 - 12月、テレビ東京） - トンソク 役
- 慰謝料弁護士〜あなたの涙、お金に変えましょう〜（2014年1月9日 - 3月27日、読売テレビ） - 梅本くるみ 役
- 愛情來的時候（2014年2月16日、無綫電視[香港]） - 和田美子 役
- 五つ星ツーリスト〜最高の旅、ご案内します!!〜（2015年1月8日 - 3月26日、読売テレビ） - 主演・高瀬京香 役
- 隱世者們（2016年12月26日、無綫電視[香港]） - 辛子健 役
- 潔癖クンの殺人ファイル3（2017年6月23日、フジテレビ） - 渡辺直美（本人役）
- カンナさーん!（2017年7月18日 - 9月19日、TBS） - 主演・鈴木（河東）カンナ 役[13]
- 連続テレビ小説 おむすび 第80回 -（2025年1月24日 - 、NHK） - アキピー 役[55]

### ウェブドラマ
- FOLLOWERS（2020年2月27日、Netflix）

### テレビアニメ
- 図書館戦争（一橋圀子）
- サザエさん（2012年7月22日、フジテレビ）地引網の参加者 役

### CM
- ヤーマン「プラチナゲルマローラー」（2008年）
- ロッテ 「Fit's」（2009年 - 2016年）
- ENEOS（2010年）
- ドワンゴ（2011年）
- ソフトバンク「ホワイト家族24」（2011年）
- カーコンビニ倶楽部（2012年 - 2015年）
- GREE（2012年 - 2013年）
- ネクソン「テイルズウィーバー」「メイプルストーリー」（2013年）
- 養命酒製造「食べる前のうるる酢」（2013年）
- アンファー「スカルプD まつ毛美容液プレミアム」（2014年 - ）
- BOAT RACE振興会（2014年　2017年 - 2019年）
  - 2014年 - ボートニャーレッド 役
  - 2017年・2018年 - 「Let's BOATRACE!」 - 2017年は単独、2018年はロバートと共演[56][57]
  - 2019年 - 「姫たちだって Let's BOAT RACE」 - ロバート及び田中圭と共演[58]
- ラウンドワン（2014年 - 2015年）
- 三井不動産（2015年）
- NTTドコモ 「lPhone XR」「dマガジン」（2016年 - 2017年 2019年）
- 日清食品「カップヌードルライトプラス」（2016年）[59]
- Cygames「グランブルーファンタジー」（2016年）
- ペロリ「MERY」（2016年）[60]
- スミノフ ワールドフュージョン（2016年） プロモーションムービー [61]
- アフラック生命保険（2016年 - 2020年）
- メルカリ「メル狩リ族」（2016年 - 2017年）小嶋陽菜、Bro.TOMと共演
- 花王（2017年 - 2021年）
  - 「アタック」（2017年）
  - 「ビオレ 薬用デオドラントZ」（2017年 - 2021年）[62]
  - 「エマール」（2017年 - 2021年）
- トヨタ自動車（2017年 - 2020年）
  - 「ヴィッツ」（2017年5月）
  - 「シエンタ」（2018年9月 - 2020年）
- 黒松 C&C（2017年、台湾）[63]
- ユニバーサル・ペーパー「Hello」（2017年）
- リクルート「タウンワーク」（2017年 - 2018年）松本人志と共演
- ヴェイリス「キレイモ」（2018年 - ）千鳥と共演
- 阪急交通社「トラピックス」（2018年 - 2019年）
- XFLAG「モンスターストライク」（2018年2月、台湾）[64]
- 味の素「Cook Do 香味ペースト」「丸鶏ガラスープ」（2018年 - 2022年）
- アサヒ飲料「アサヒクリアラテ from おいしい水」（2018年5月）
- エアウィーヴ「エアウィーヴ グッドマットレス」（2018年6月）[65]
- タカラトミーアーツ「L.O.L サプライズ」（2019年）
- P&Gプレステージ「SK-II」（2019年 - ）
- 東京電力エナジーパートナー（2019年 - 2020年）指原莉乃と共演
- 日本コカ・コーラ「い・ろ・は・す」（2019年）土屋太鳳と共演
- シスコシステムズ「Cisco Webex」「Meraki Go」 （2019年）[66]
- 第一興商「ライブダムアイ」（2019年 - 2020年）
- エイチーム「Hanayume」（2019年 - 2021年）
- Foodpanda （2020年 - 2021年）
- Facebook Japan「Instagram」（2020年）
- DR.C医薬「ハイドロ銀チタン®マスク」『あの人も DR.C医薬 ハイドロ銀チタンマスク』篇（2020年11月 - ）[67]
- NHN JAPAN「A.I.M.$」（2020年12月 - 2021年）
- Google（2021年 - 2022年）
- セフィーヌ アンバサダー（2021年5月 - ）[68]
- ビザ・ワールドワイド・ジャパン「Visaのタッチ決済」『スーパーマーケット篇』、『コンビニ篇』（2021年12月22日 - 2023年）[69]
- アディダスジャパン アンバサダー（2022年）
- アサヒビール「アサヒFRUITZER」（2022年4月）[70]
- エニグモ「BUYMA」（2022年6月 - ）[71]
- セイバン「天使のはねランドセル」（2023年）[72]
- タイガー魔法瓶「土鍋ご泡火炊き JRX-T100/T060」（2023年 - ）
- ヒルトン「渡辺直美のヒルトンステイ」篇（2023年 - ）
- LINEヤフー「LINEギフト」（2023年 - ）

### ミュージック・ビデオ
- レミオロメン「立つんだジョー」（2010年）
- ゴールデンボンバー「酔わせてモヒート」（2012年）
- TANAKA ALICE「TOKIO」（2014年）
- BENI「フォエバ」（2015年）[73]
- AI「キラキラ feat. カンナ」（2017年）
- V6 「SOUZO」（2017年）[74]
- 私立恵比寿中学「でかどんでん」（2018年）

### DVD
- 「ルミネtheよしもと 業界イチの青田買い2009冬」（2009年） - 「渡辺直美と斉藤さん」として
- 「花坂荘の人々 上/下巻」（2009年）
- 「戦え!キャプテンボニータ」（2009年）
- 「爆笑レッドカーペット 克実より愛をこめて編」（2010年）

### 雑誌
- 『ピチレモン』（2012年6月号）
- 『la farfa』（2013年3月21日発行初版号イメージモデル、ぶんか社）[75]

### ファッション
- 『プニュズ』WEGOウィゴー（ブランドプロデューサー）

### メイク動画
- VOGUEの公式YouTubeチャンネル[76]で自身のメイクの一部始終を公開したことで有名に[77]。この動画中で使われた化粧水やファンデーションなどのコスメが売り切れるなどの現象が相次いだ。

## 受賞歴
- 日本PR大賞パーソン・オブ・ザ・イヤー（2018年）
- ベストカラアゲニスト
  - 女性芸人部門（2015年・2016年）
  - タレント部門（2021年）
  - 芸人部門（2022年）
- 第33回ベストジーニスト・協議会選出部門（2016年）[78]
- VOGUE JAPAN・Women of the Year 2016（2016年）[79]
- 第59回日本レコード大賞・優秀作品賞（2017年） - 出演ドラマの役名である「カンナ」名義で発表した、AIとのデュエット楽曲「キラキラ feat.カンナ」で授賞
- 第35回日本ジュエリーベストドレッサー賞 特別賞エンターテイナー部門（2024年）[80]
- Unforgettable Gala ローバル グラウンドブレーカー賞[16]
- BBC「BBC 100 Women 2024」[81]

## NAOMI CLUB

### 企画
- NAOMI CLUB部員（チャンネル登録者）に毎月ごとに抽選で100人に部員グッズプレゼントをする企画を発表した[82]。
- 配信に出演したゲストに渡辺直美の体重を当ててもらう企画を発表した。なお、体重がピッタリだった場合は、グッズをプレゼントする[82]。

### 配信リスト
※ 記述するのはゲストが出演した配信回のみ。
YouTubeチャンネル 凡例
◎ - 『NAOMI CLUB』
○ - 『NAOMI CLUBの放課後』
| 回 | 配信日                    | CH | ゲスト             | 体重 当て |
| -- | ------------------------- | -- | ------------------ | --------- |
| 1  | 2020年（令和2年） 3月19日 | ◎  | 小川暖奈、村潤之介 | ハズレ    |
| 2  | 3月20日                   | ◎  | ジャングルポケット | ハズレ    |
| 3  | 4月4日                    | ◎  | 星野源             | ハズレ    |
| 4  | 4月10日                   | ◎  | 近藤春菜           | ハズレ    |
| 5  | 4月25日                   | ◎  | スパイク、横澤夏子 | 未開催    |
| 6  | 5月9日                    | ◎  | 友近               | 未開催    |
| 7  | 6月12日                   | 〇 | 小川暖奈、村潤之介 | 未開催    |
| 8  | 6月19日                   | 〇 | 小川暖奈、村潤之介 | 未開催    |
| 9  | 6月26日                   | 〇 | 小川暖奈、村潤之介 | 未開催    |
| 10 | 9月18日                   | 〇 | 小川暖奈、村潤之介 | 未開催    |
| 11 | 9月25日                   | 〇 | 小川暖奈、村潤之介 | 未開催    |